# Colmar
Colmar (Elzassisch: Kolmer, Duits: Kolmar) is een stad en gemeente in de Elzas in Frankrijk. Het is de prefectuur van het departement Haut-Rhin. De gemeente telde 67.360 inwoners op 1 januari 2022.

## Geschiedenis
Het gebied speelde al een rol in de Romeinse tijd. In 58 v.Chr. versloeg Julius Caesar de Germaanse stam van Ariovistus hier. De eigenlijke stad Colmar werd gesticht in de 9e eeuw. Op een oorkonde uit 823 staat de stad vermeld als Columbarium, Latijn voor duiventoren. In 1106 was er een grote stadsbrand maar Colmar werd snel weer opgebouwd. In 1226 werd Colmar een vrije rijksstad van het Heilige Roomse Rijk en in 1278 en in 1360 kreeg Colmar een stadskeure. De stad kreeg een gemeenteraad bestaande uit burgers en leden van de gilden, een stadhuis en het recht om munten te slaan. Kloosterorden als de dominicanen, franciscanen en augustijnen vestigden zich in de stad. In 1354 trad de rijksstad Colmar toe tot de Tienstedenbond van de Elzas. In 1418 werd de stad getroffen door de pest.

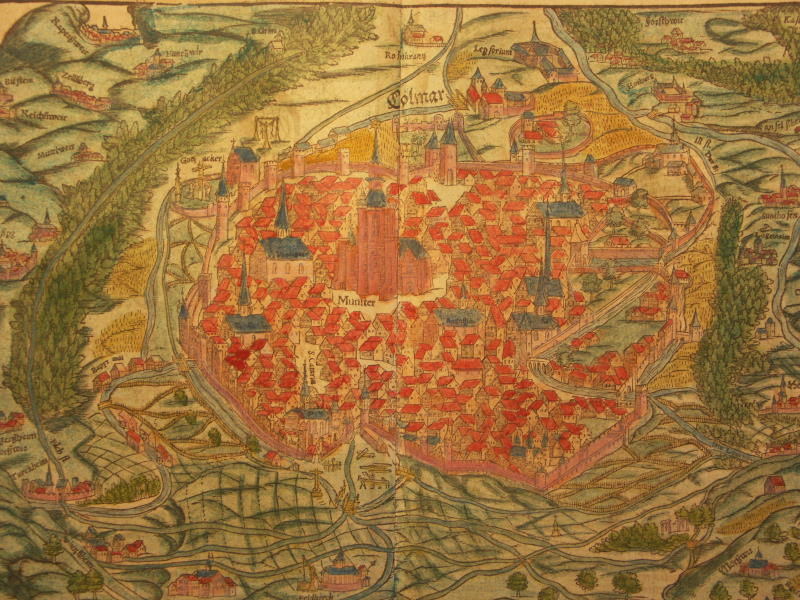
Colmar in Cosmographia van Sebastian Münster, rond 1600

In de 13e eeuw vestigde zich een Joodse gemeenschap in Colmar. Bij de uitbraak van de Zwarte Dood in de stad werden de Joden vervolgd. Ze werden definitief de stad uitgewezen in 1512. Pas na de Franse Revolutie zouden zich opnieuw Joden vestigen in Colmar.

### Vroegmoderne tijd

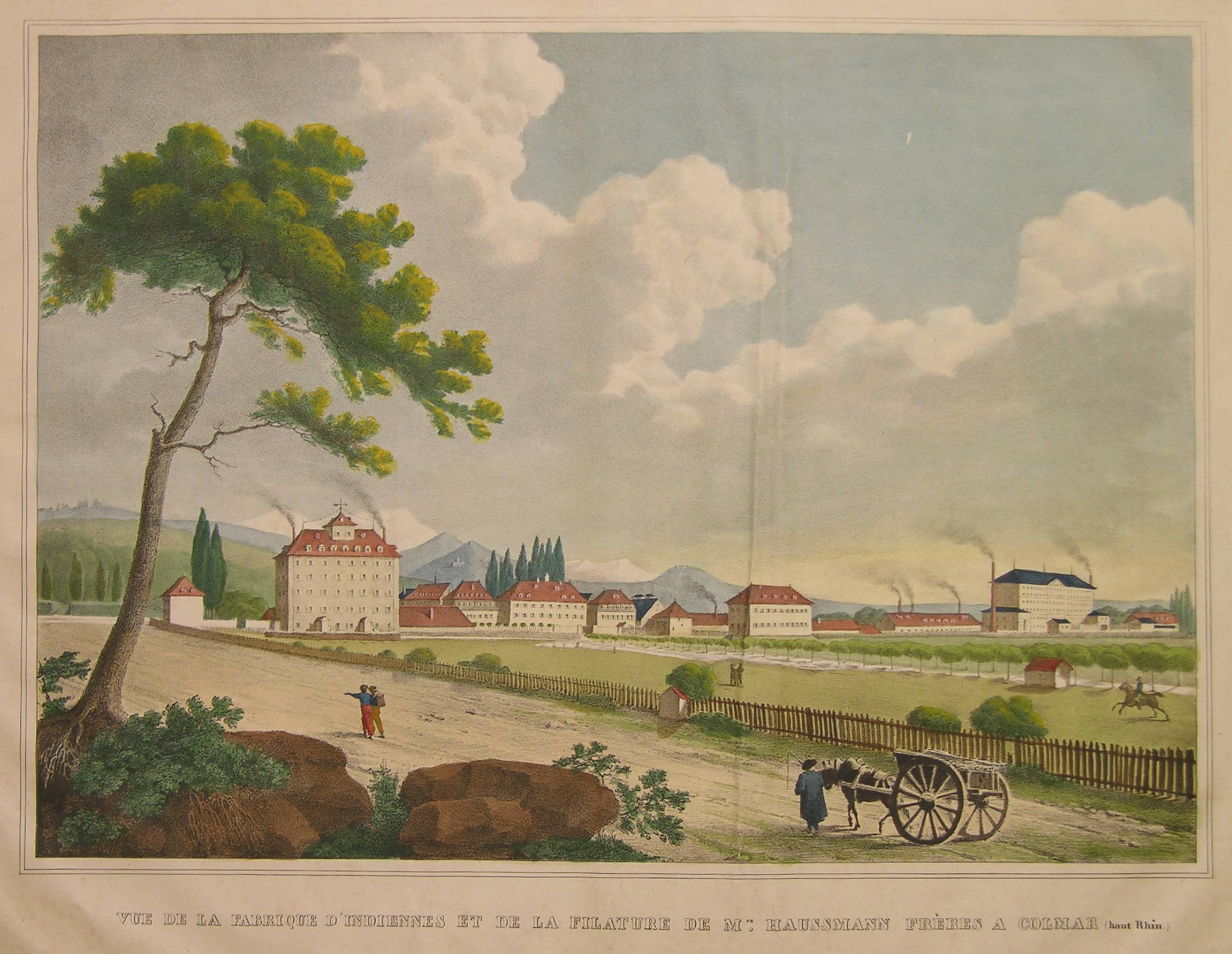
Textielfabriek Haussmann rond 1826

Colmar was een centrum van het humanisme. Paracelsus vond er onderdak en Georg Wickram stichtte er een zangschool (Meistersingerschule). Al in de jaren 1520 verspreiden de lutherse ideeën zich in Colmar, onder andere door de drukkerij Farckall. In 1575 werd het stadsbestuur protestants en stelde de kerk van de franciscanen ter beschikking van de lutherse gemeenschap. In 1627, tijdens de Dertigjarige Oorlog, werd het protestantisme verboden in de stad. Maar in 1632 werd de stad veroverd door het Zweedse leger, dat er twee jaar bleef en het protestantisme herstelde. In 1673 werd de stad veroverd door een Frans leger. De stadsomwallingen, die in 1580 nog hernieuwd waren, werden geslecht. Vijf jaar later, met de Vrede van Nijmegen, kwam de stad opnieuw bij Frankrijk.

### Moderne tijd
Na de Franse Revolutie werden de kloosters gesloten. Tussen 1791 en 1802 was hier ook het constitutioneel bisdom Haut-Rhin gevestigd. In 1800 werd het bestuur van het departement Haut-Rhin in Colmar gevestigd. 
In de 19e eeuw kende de stad een bloeiende textielindustrie met firma's als Haussmann, Herzog of Kiener en de stad werd aangesloten op het spoorwegnetwerk. De levensomstandigheden van de arbeiders waren niet goed: in 1854 was een uitbraak van cholera waarbij 349 doden vielen. Bij het einde van de Frans-Duitse Oorlog in 1871 kwam Colmar, samen met Elzas-Lotharingen weer bij Duitsland. Er kwam een legerkazerne en de stad moderniseerde met de aanleg van een waterleiding, een badinrichting en een tramnetwerk. In augustus 1914 stond het Franse Elzasleger voor de poorten van Colmar, maar het duurde tot het einde van de Eerste Wereldoorlog voor de stad weer Frans werd. In 1940 volgde een Duitse bezetting en annexatie. In 1945 werd Colmar als laatste Franse stad door de geallieerden bevrijd (zie Zak van Colmar).
In het verleden werd Colmar altijd met 'C' geschreven, ook in het Duits. Alleen van 1871 tot 1918 was de officiële schrijfwijze Kolmar; ook in de Hitlertijd werd Kolmar geschreven.

## Geografie
De oppervlakte van Colmar bedroeg op 1 januari 2022 66,57 vierkante kilometer; de bevolkingsdichtheid was toen 1.011,9 inwoners per km².
De stad ligt in een relatief vlak landschap aan de rivier de Lauch aan de voet van de Vogezen. De Lauch vloeit ter hoogte van Colmar samen met de Ill. Bazel ligt op ongeveer 60 km en Straatsburg op ongeveer 65 km. Het is de derde stad van de Elzas, na Straatsburg en Mulhouse. Colmar geniet een zonnig microklimaat. De omgeving is daardoor geschikt voor de wijnbouw. 
De onderstaande kaart toont de ligging van Colmar met de belangrijkste infrastructuur en aangrenzende gemeenten.

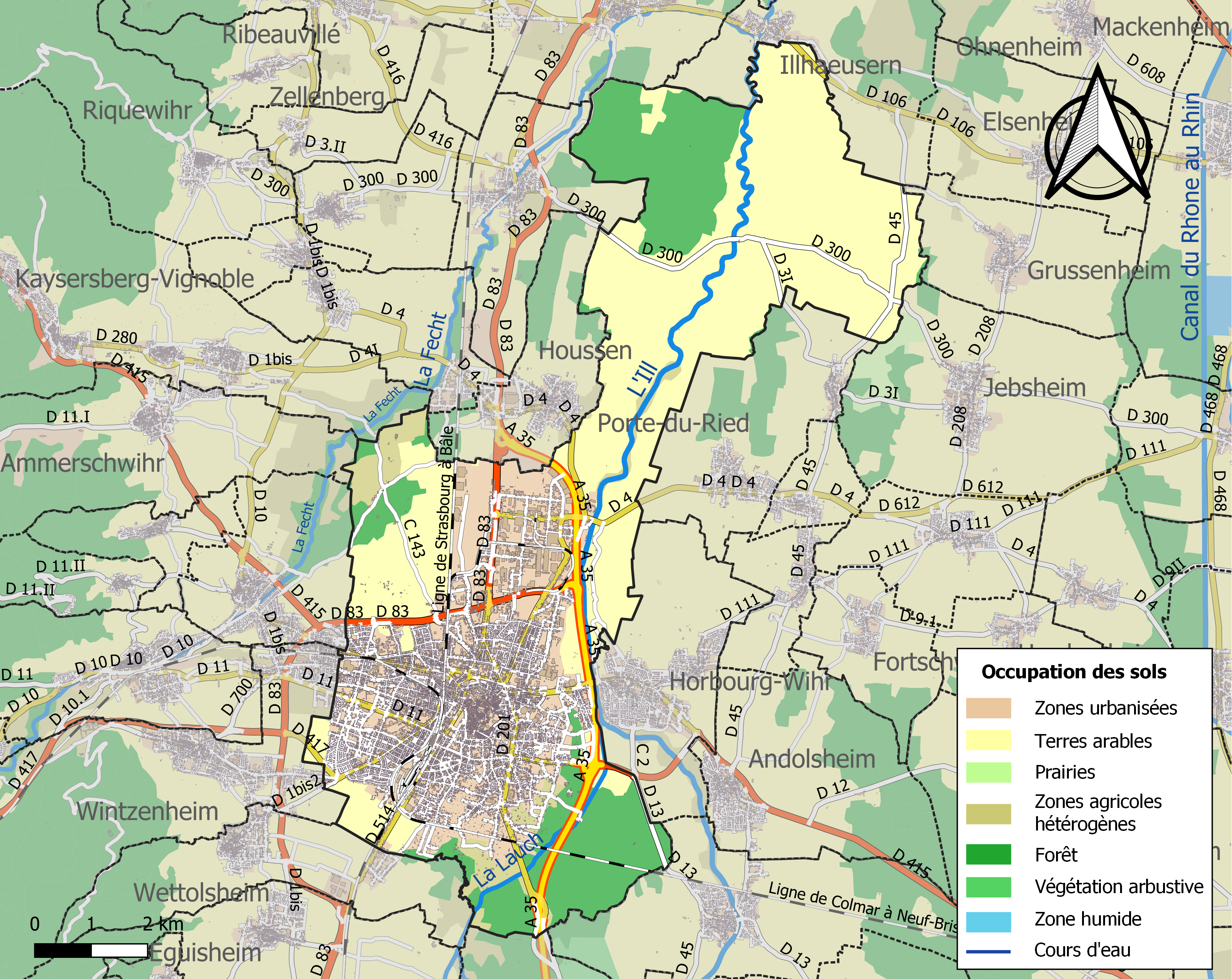

## Demografie
In 1790 telde de gemeente ongeveer 13.000 inwoners. In 1845 werd de kaap van 20.000 inwoners bereikt.
Onderstaande figuur toont het verloop van het inwonertal (bron: INSEE-tellingen).

De grootste groepen buitenlanders in Colmar bestaan uit Turken (1,85%), Algerijnen (1,03%) en Marokkanen (0,77%) (cijfers 2019).

## Bezienswaardigheden
In Colmar bevinden zich veel vakwerkhuizen uit de middeleeuwen en de renaissance, en het opmerkelijke Maison Pfister. De belangrijkste kerk is de Saint-Martin. In de dominicanerkerk bevindt zich het schilderij Madonna in de rozentuin van Martin Schongauer. De wijk petite Venise heeft schilderachtige huizen aan de Lauch.
Het Musée Unterlinden heeft als belangrijkste stuk het beroemde Isenheimer-altaar van Matthias Grünewald.
In het geboortehuis van de beeldhouwer Frédéric-Auguste Bartholdi, de ontwerper van het Vrijheidsbeeld, is een aan hem gewijd museum gevestigd.

## Galerij

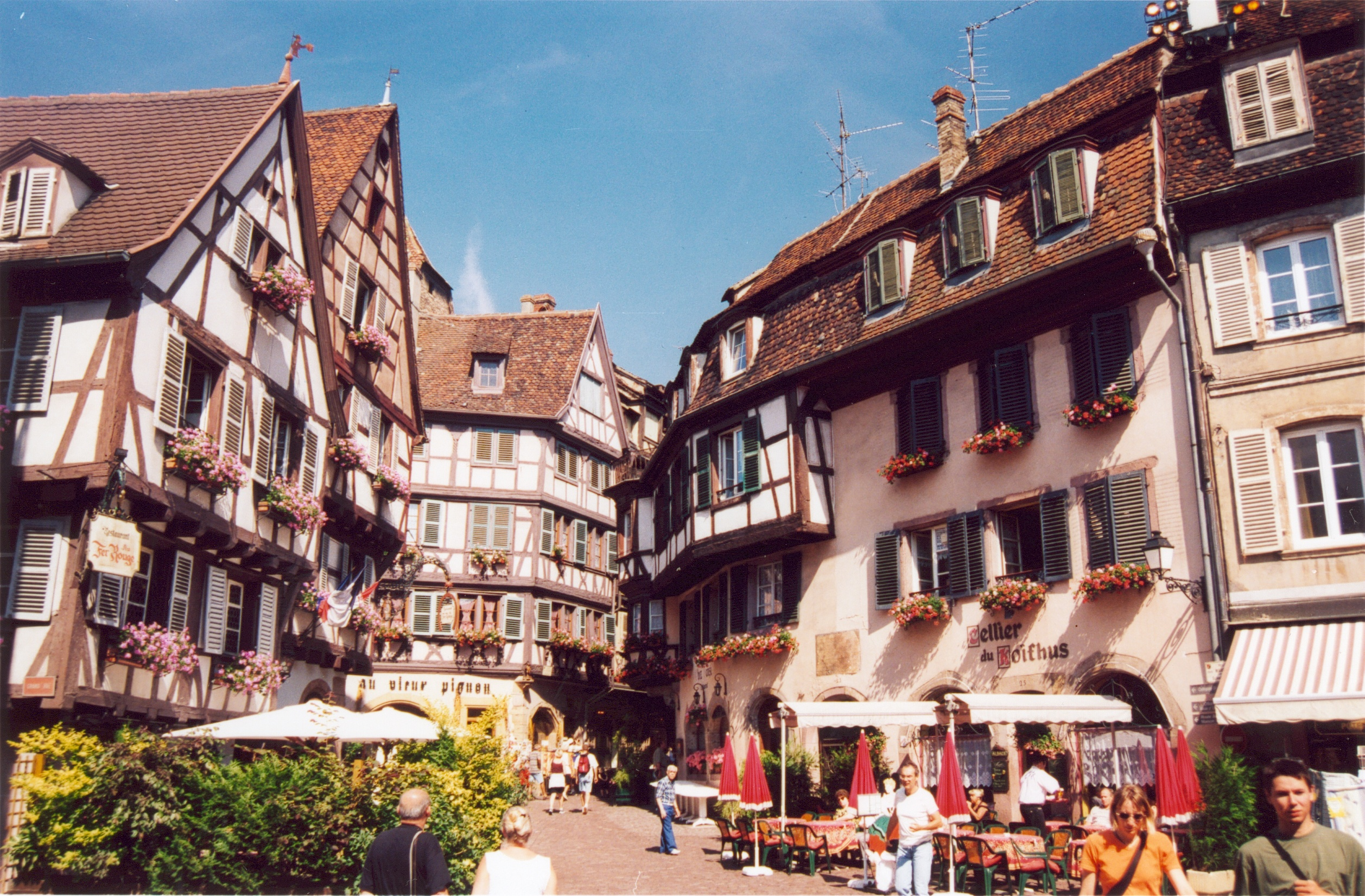
Centrum
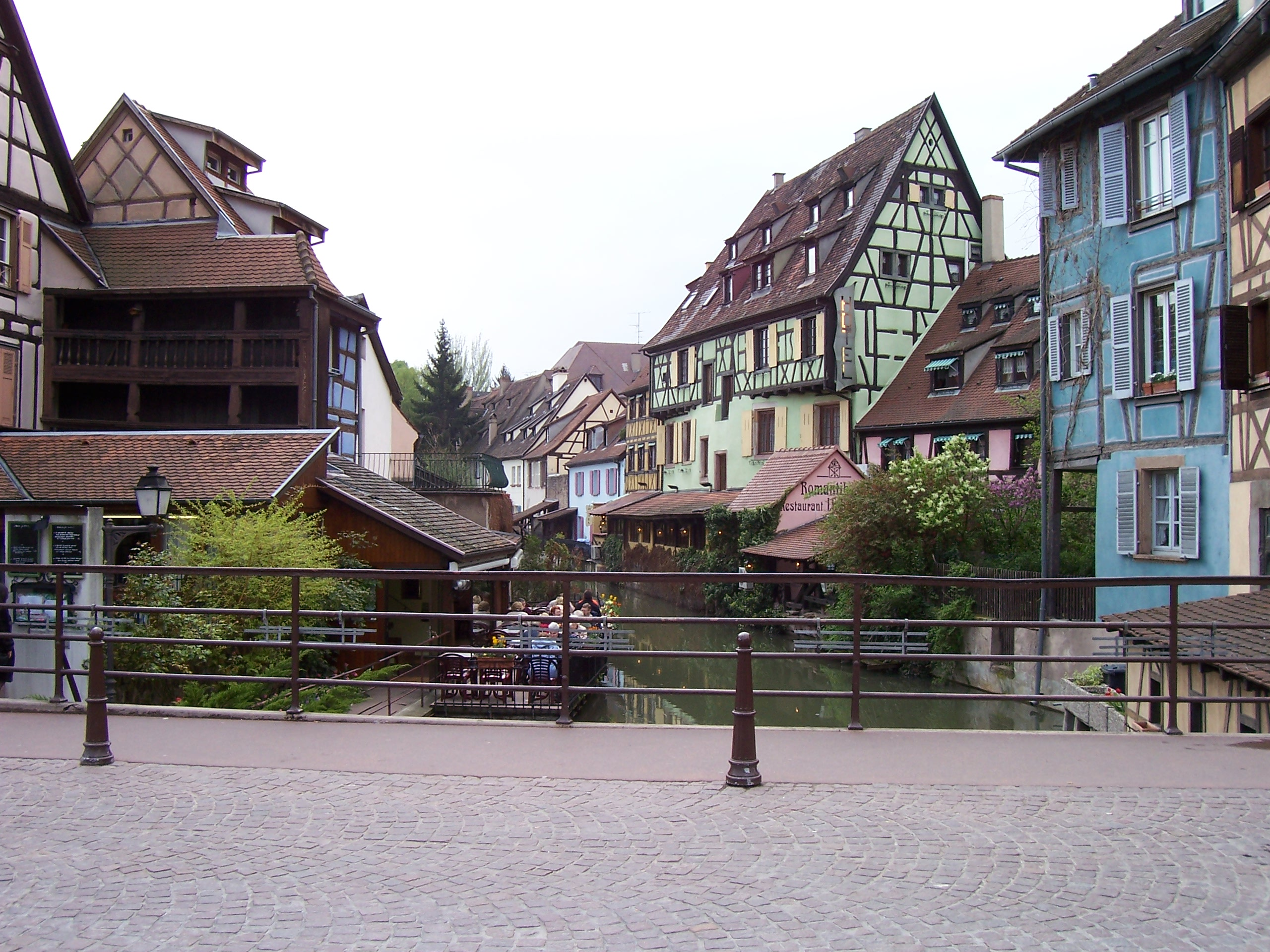
Petite Venise
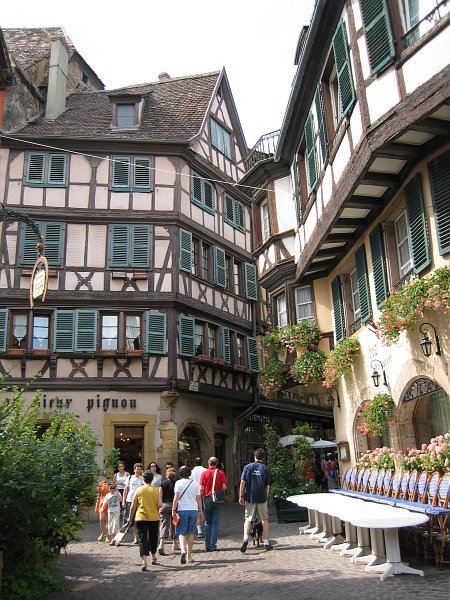
Vakwerkhuizen in het oude centrum van Colmar
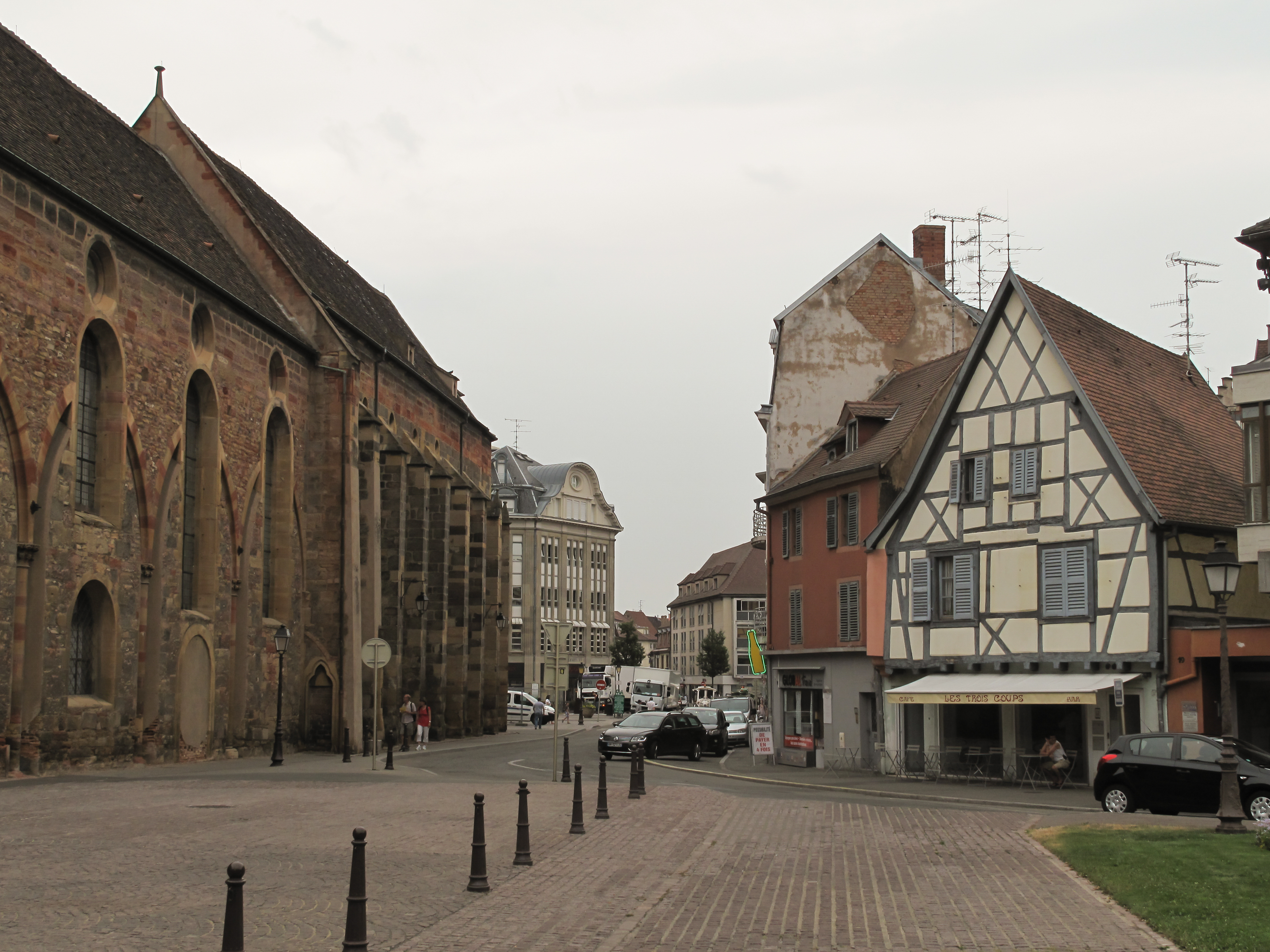
Straatgezicht bij het voormalig klooster van de dominicanessen
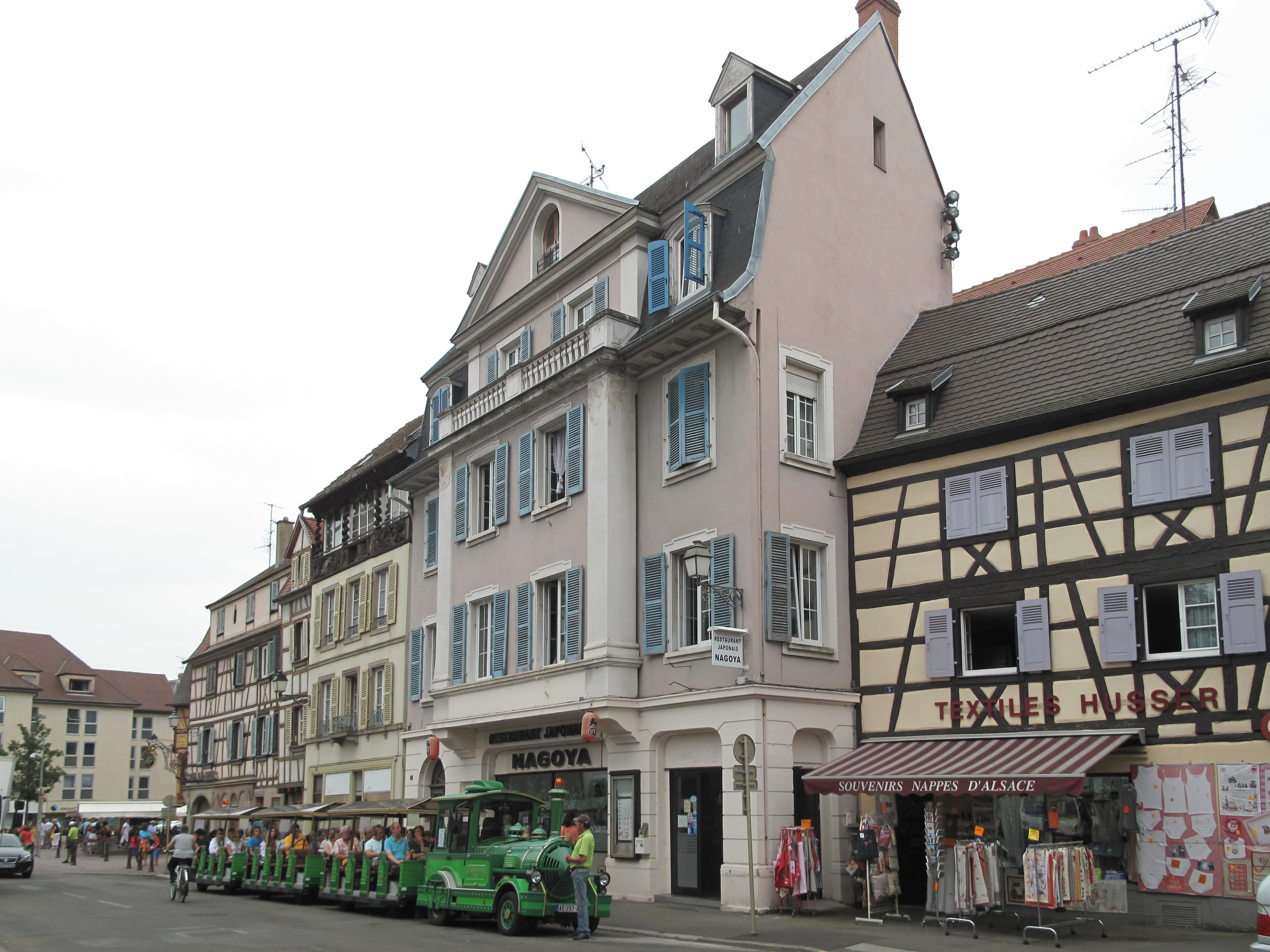
Straatgezicht: Rue Kleber
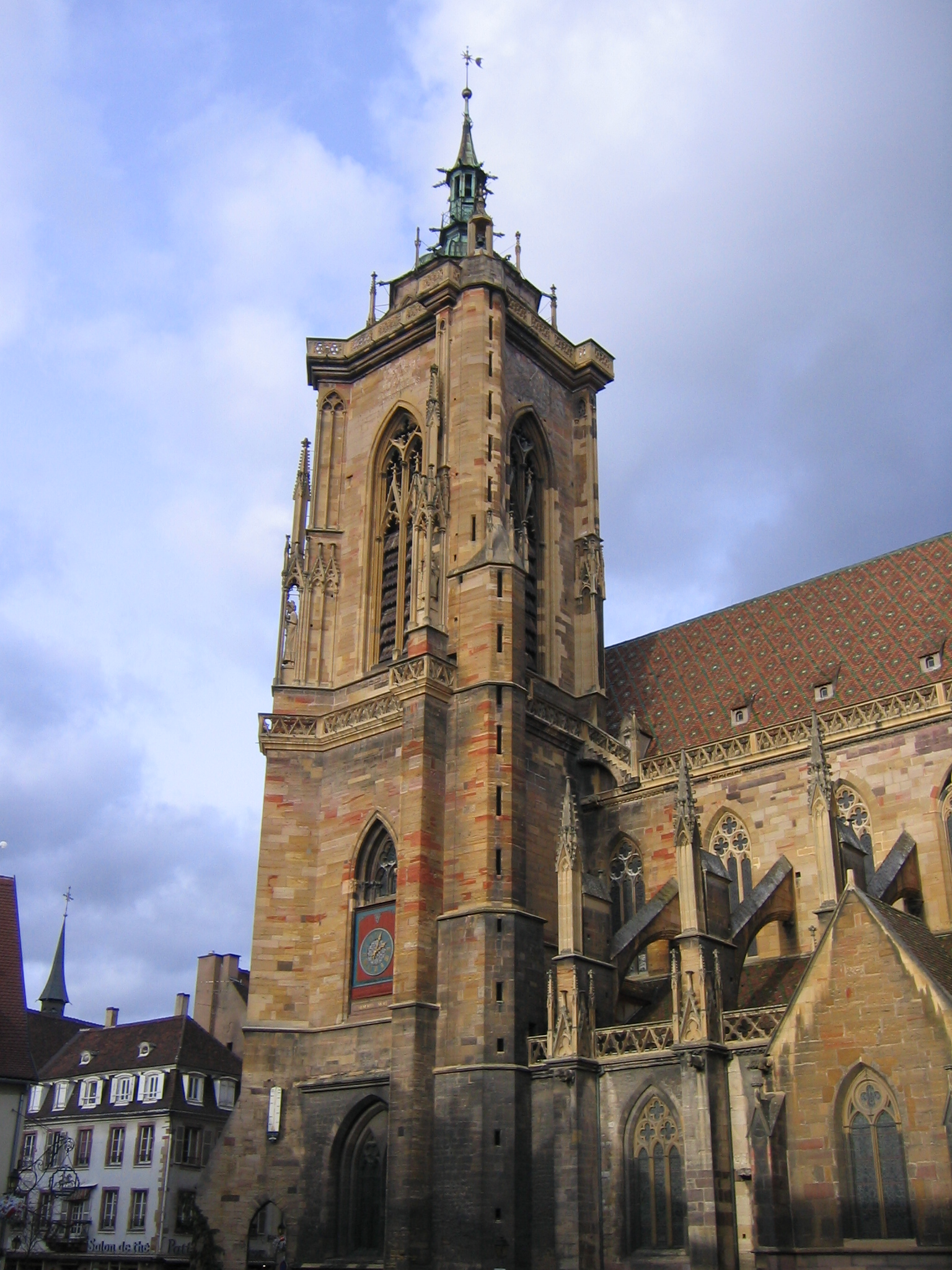
Kerk Saint-Martin
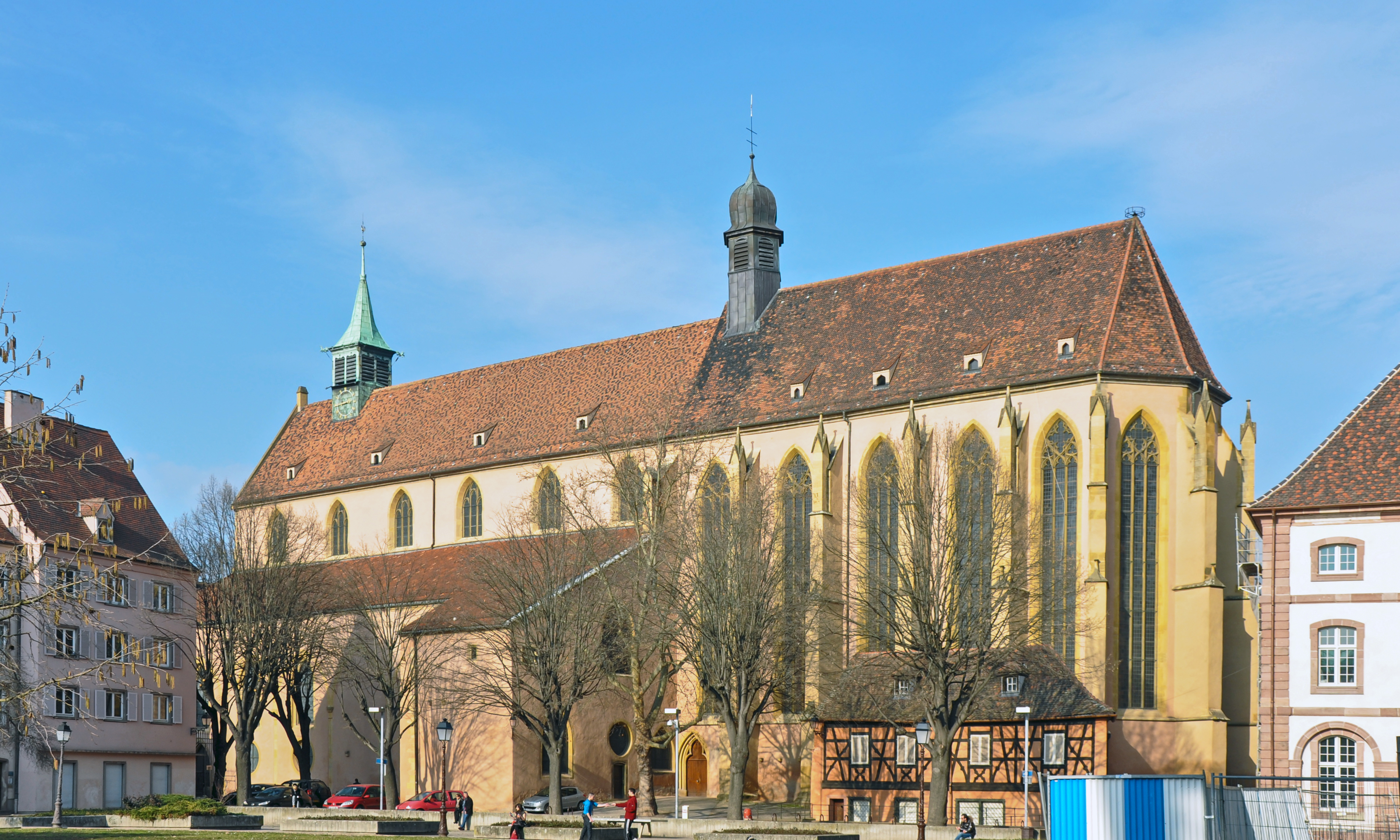
Kerk Saint-Matthieu

Vanaf eind november bevindt zich in Colmar een kerstmarkt met een levensgrote kerststal, culinaire specialiteiten en een kinderkerstmarkt (Place des Six Montagnes Noires).

## Economie
De grootste particuliere werkgever in Colmar is Liebherr, dat daar een grote fabriek heeft.
In Colmar is een grote legerkazerne, Quartier Walter, waar sinds 1919 het 152e Infanterieregiment is gelegerd.
Colmar is ook de hoofdstad van de Elzaswijnen.

## Transport
In de gemeente liggen de spoorwegstations Colmar-Mésanges, Station Colmar en Colmar-Saint-Joseph. De snel- en autoweg A35/N83 loopt langs Colmar en verbindt de stad met Straatsburg in het noorden en Mulhouse in het zuiden.

## Sport
Colmar was acht keer etappeplaats in de wielerkoers Ronde van Frankrijk. De uit de streek afkomstige Roger Hassenforder won er zelfs twee keer (1955 en 1957). De laatste winnaar in Colmar, was de Slowaak Peter Sagan in 2019.

## Stedenbanden
- Sint-Niklaas (België)

## Geboren in Colmar
- Elisabeth Kempf (1415-1485), kloosterzuster en vertaalster
- Casper Isenmann (ca. 1430-ca. 1480), kunstschilder
- Martin Schongauer (?-1491), kunstschilder
- Jean-François Reubell (1747-1807), politicus
- Jean Rapp (1771-1821), militair
- Charles de Colmar (1785-1870), uitvinder
- Marie Bigot (1786-1820), pianiste
- Armand Joseph Bruat (1796-1855), admiraal
- Jacques Rothmuller (1804-1862), tekenaar
- Ignace Chauffour (1808-1879), politicus en historicus
- Auguste Nefftzer (1820-1876), journalist
- Frédéric-Auguste Bartholdi (1834-1904), beeldhouwer
- Marie-Antoinette Lix (1839-1909), militair
- Camille Sée (1847-1919), advocaat en politicus
- Emile Wetterlé (1861-1931), priester en politicus
- Jean-Jacques Waltz - Hansi - (1873-1951) tekenaar en schrijver
- Christian (geb. Guy) de Chergé (1937-1996), trappistenmonnik
- Pierre Moerlen (1952-2005), slagwerker/drummer
- Pierre Gautherat (2003), wielrenner